# Kiosco morisco
Il Kiosco morisco è un chiosco che si trova all'interno del Parco Alameda di Città del Messico.
Il chiosco è costruito nello stile neomudéjar in voga nella Spagna del XIX secolo ed è realizzato in ferro battuto con una cupola a cupola in vetro nella parte superiore. Il chiosco è composto da pannelli che possono essere smontati e spostati se necessario.

## Storia
Il Kiosco morisco fu costruito da José Ramón Ibarrola come padiglione del Messico alla Fiera mondiale del 1884 di New Orleans. Fu poi utilizzato per l'Esposizione di Saint Louis nel 1902 e successivamente è stato riportato in Messico ed installato per la prima volta sul lato sud dell'Alameda Central a Città del Messico. Durante il centenario della guerra d'indipendenza messicana si decise di spostarlo per far posto al monumento dedicato a Benito Juárez.

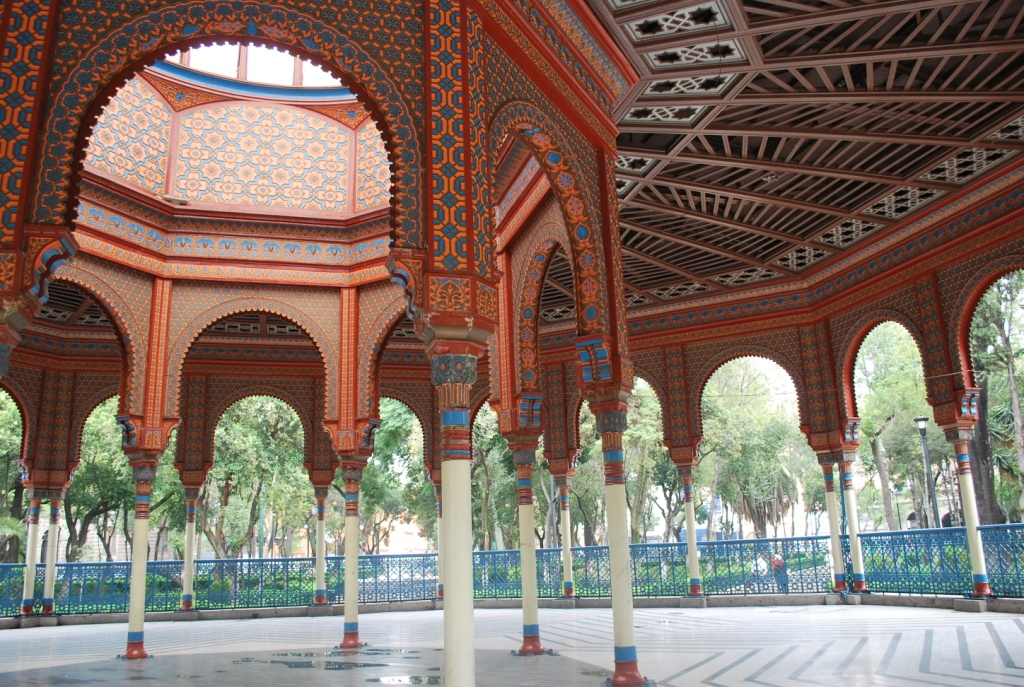
L'interno del chiosco.